# Wilchingen
Wilchingen es una comuna suiza del cantón de Schaffhausen. Limita al norte con las comunas de Hallau y Neunkirch, al este con Oberhallau, al este con Jestetten (DE-BW), al sur con Dettighofen (DE-BW) y Klettgau (DE-BW), y al oeste con Trasadingen y Eggingen (DE-BW).
La comuna actual es el resultado de la fusión en 2005 de las comunas de Wilchingen y Osterfingen.

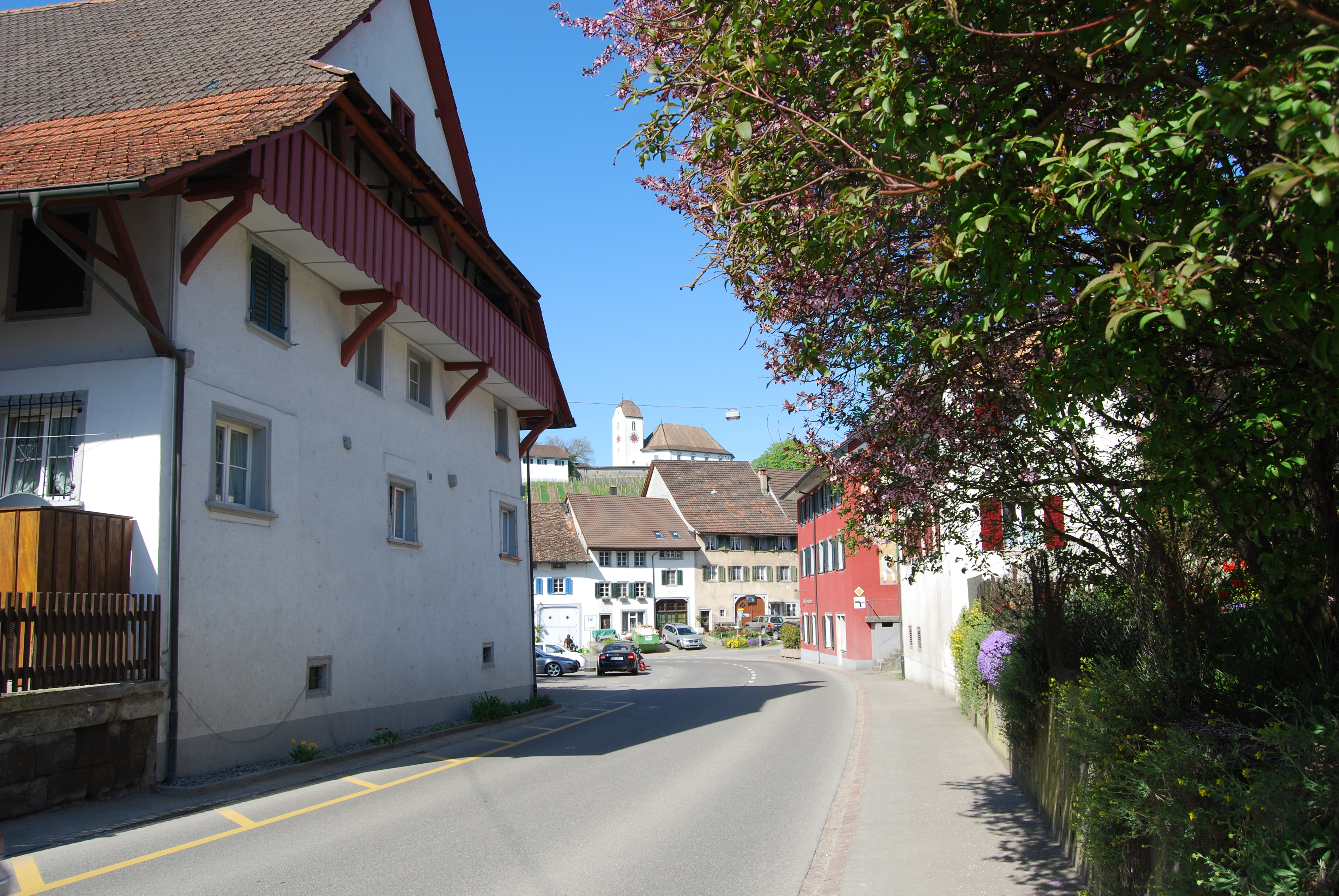
Wilchingen